# Royaume de Powys
Pour les articles homonymes, voir Powys (homonymie).
Ve siècle – 1160
Entités précédentes :
- Bretagne

Entités suivantes :
- Powys Wenwynwyn
- Powys Fadog

Le royaume de Powys est un royaume médiéval situé dans l'est de l'actuel Pays de Galles.

## Histoire

### Royaume
L'origine du royaume de Powys est liée au roi semi-mythique Vortigern. Selon une tradition constante antérieure à Nennius et à l'Historia Brittonum. Le royaume de Powys fut fondé sur le territoire de l'ancienne cité des Ordovices, peuple breton antique par les descendants du roi Vortigern (gallois : Gwrtheyrn Gwrthenau) qui donna son nom au petit royaume de Gwrthreyrnion dans la haute vallée de la Wye, soit l'actuel Radnorshire. Son territoire comprenait le Shropshire et le Worcestershire d'aujourd'hui qui font partie des vallées des rivières Severn et Tern. Dans la littérature galloise, cette région est appelée par le poète Llywarch Hen le « Paradis du pays de Galles ». Les capitales successives du royaume se situèrent à Wroxeter (antique cité des Cornovii) puis à Pengwern et jusqu'en 1212 à Mathrafal pour être enfin déplacée à Welshpool. 
Vers 656, les rois de Mercie conquirent la partie orientale du Powys. Dans les siècles qui suivirent, le Powys subit de nombreux assauts anglo-saxons ce qui l'affaiblit durablement. Le roi Offa de Mercie qui ravage les frontières bretonnes en 778 et en 784 consolida ces conquêtes en édifiant la « Digue d'Offa ».  
Selon la tradition, la première dynastie du Powys disparaît lorsque le roi de Gwynedd Merfyn Frych ap Gwriad épousa Nest, la sœur du roi Cyngen ap Cadell. À la mort de ce dernier, le fils du couple, Rhodri le Grand, hérita du royaume qui fut donc incorporé dans l'unification temporaire du Pays de Galles réalisée par ce roi.
En 877, le Powys fut donné en partage à Merfyn ap Rhodri, le troisième fils de Rhodri Mawr. Après la mort de Merfyn, en 901, le Powys fut rattaché au royaume de Deheubarth à la suite de l'union de sa petite-fille Angharat ferch Llywelyn avec le roi Owain ap Hywel. Réuni au Deheurbath, le Powys est gouverné par ses princes jusqu'en 1075.

### Principauté
Lors du partage intervenu entre les enfants des deux lits d'Angharat ferch Maredudd ap Owain, le Powys revint aux héritiers de Bleddyn ap Cynfyn (tué en 1075), l'un des deux fils, nés de sa seconde union avec Cynfyn ap Gwerystan. Rétabli comme entité séparée, le Powys ne fut plus dirigé par des rois, mais par des princes. En 1160, après la mort de Madog ap Maredudd, le Powys est divisé en deux principautés : au nord le « Powys Fadog » avec Gruffydd Maelor I et au sud, le « Powys Wenwynwyn » avec Owain Cyfeiliog. 
Le Powys partage le sort du reste de la principauté de Galles en 1282 lorsqu'il est conquis et vassalisé par le roi Édouard Ier d'Angleterre. La lignée du Powys Glyndyfrdwy issu du Powys Fadog se poursuit toutefois jusqu'à Owain Glyndŵr dernier prétendant national au titre de « Prince de Galles ». 

## Sources
- (en) Mike Ashley British Kings & Queens, Robinson (Londres, 1998)  (ISBN 1841190969). Powys and the Marchs p. 149-156, table p. 151 & Medieval Powys p.  364-375, table p.  366
- (en) Ann Williams, Alfred P. Smyth, D.P Kirby A bibliographical dictionary of Dark Age Britain Seaby (Londres 1991)  (ISBN 1852640472).